# Verrie (Maine e Loira)
Verrie è un comune francese di 441 abitanti situato nel dipartimento del Maine e Loira nella regione dei Paesi della Loira.

## Società

### Evoluzione demografica
Abitanti censiti